# Classic FM
Classic FM (stilizzato come Classic ƒM) è una delle tre stazioni radio nazionali indipendenti del Regno Unito. La stazione trasmette musica classica.

## Panoramica
Classic FM trasmette a livello nazionale su FM, Radio digitale DAB, Freeview, satellite e televisione via cavo ed è disponibile a livello internazionale tramite audio in streaming su internet. Oltre a riprodurre musica più antica, la stazione propone diverse colonne sonore di film moderne e musica per videogiochi. Tuttavia Classic FM afferma ancora di essere "l'unica stazione di musica classica al 100% nel Regno Unito".

## Presentatori più noti
- Alexander Armstrong
- Catherine Bott
- Katie Breathwick
- John Brunning
- Andrew Collins
- Rob Cowan
- Karthi Gnanasegaram
- Charlotte Hawkins
- Alex James
- Katherine Jenkins
- Alex Jones
- Jane Jones
- Myleene Klass
- David Mellor
- Anne-Marie Minhall
- Nicholas Owen
- Moira Stuart
- John Suchet
- Margherita Taylor
- Alan Titchmarsh
- Bill Turnbull

## Storia

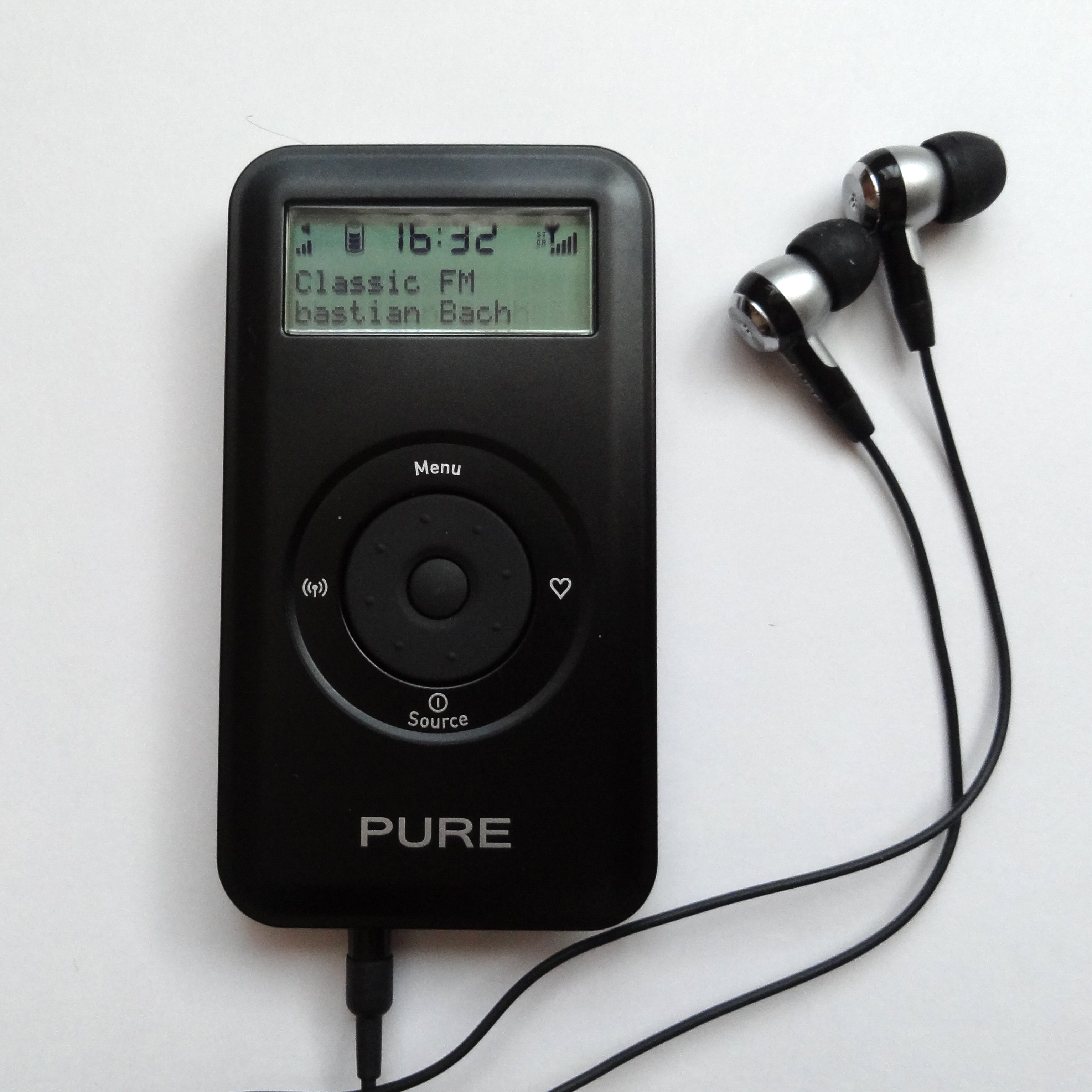
Classic FM suona Bach

L'idea di una rete nazionale FM commerciale dedicata alla musica classica nacque dalla direzione del gruppo GWR, un gruppo imprenditoriale di stazioni radio commerciali del Regno Unito. Stava gestendo un programma di prova sulle sue frequenze AM nel Wiltshire e Bristol, testando la reazione del pubblico ad un programma regolare di musica classica popolare. Ebbe avuto successo e il CEO dell'azienda, Ralph Bernard e il direttore del programma, Michael Bukht, elaborarono i piani per una stazione nazionale.
Nel frattempo Brian Brolly, ex CEO del Really Useful Group di Andrew Lloyd Webber, ebbe un'idea simile nel 1990. Dopo non essere riuscito a raccogliere fondi sufficienti per il progetto, il gruppo di Brolly fu avvicinato dal gruppo GWR e i due si fusero. Il governo del Regno Unito aveva deciso di assegnare diverse nuove licenze radio nazionali e aveva indetto gare d'appalto. Brolly portò l'idea a Rick Senat, responsabile commerciale da molto tempo a Londra della Warner Bros. e attuale proprietario della Hammer Films. Inizialmente respinto dalla Warner Bros., Senat mostrò il progetto al presidente della Time Warner International Broadcasting, Tom McGrath, ex musicista classico e direttore d'orchestra. Time Warner ha accettato di sostenere il progetto, ma ai sensi della vigente legge britannica era proibito possedere una partecipazione superiore al 25%.
GWR creò un business plan che fu finanziato dal suo principale azionista, l'editore DMGT del Daily Mail. Una disputa interna sulla proprietà della licenza fu risolta e il consorzio fu completato dopo che Time Warner ebbe accettato di appoggiare i piani di GWR per la stazione. Mentre il tempo stringeva per raccogliere i 6 milioni di sterline necessari per lanciare la stazione, il team di investimento GWR trascorse due giorni a presentare ed infine persuadere l'investitore privato Sir Peter Michael a sostenere il piano con un investimento del 30%. Il gruppo di azionisti fondatori che aveva lanciato Classic FM era formato da Sir Peter Michael e Time Warner (ciascuno con oltre il 30%), GWR (17%), DMGT (5%) e diversi altri azionisti più piccoli.
L'autorità per la radio concesse una deroga in modo che Time Warner potesse detenere più del 25% con la condizione che la corporazione del Regno Unito fosse la più grande nel gruppo azionario. La stazione respinse lo stile di presentazione "BBC Radio 3" e prese come modello il WNYC di New York e il WGMS ormai defunto di Washington, con il loro mix più popolare di parole, musica classica leggera, nuovi artisti e dischi classici crossover.
Global, il più grande gruppo di proprietà di stazioni radio del Regno Unito, ora possiede la stazione. Classic FM ha trasmesso dai suoi attuali studi al secondo piano di 30 Leicester Square, nel centro di Londra, dal marzo 2006. Il primo programma trasmesso in diretta è stato il programma di Mark Griffiths domenica 26 marzo 2006.

## Hall of Fame

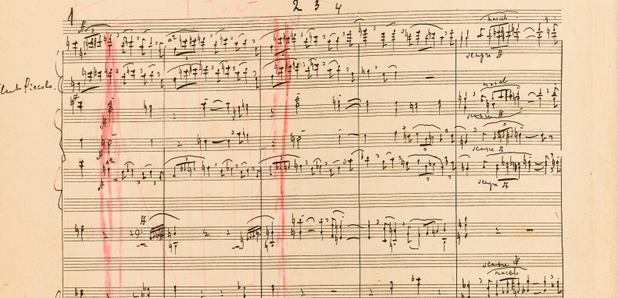
Rachmaninoff Sinfonia n.2 manoscritto autografo

La "Hall of Fame" di Classic FM viene trasmessa ogni anno nei quattro giorni del weekend di Pasqua. Trasmesso per la prima volta nel 1996, lo spettacolo conta i 300 brani più popolari votati dagli ascoltatori, culminando nel numero uno la sera del lunedì di Pasqua.
Il posto numero uno fu occupato fino al 2001 dal Concerto per violino n. 1 di Max Bruch e poi dal Concerto per pianoforte n. 2di Rachmaninov.
Nel 2006 il primo posto fu preso dal Concerto per clarinetto di Mozart. Dal 2007 al 2010, il primo posto nella Hall of Fame fu conquistato da The Lark Ascending di Ralph Vaughan Williams. La "Hall of Fame" del 2011 ha visto il Concerto per pianoforte di Rachmaninov n. 2 tornare al primo posto, chiudendo la quadriennale di Vaughan Williams e ricoprì nuovamente la posizione nel 2012 e 2013. Nel 2014 The Lark Ascending ha sostituito Rachmaninov che è tornato al numero 2 ed è rimasto il numero 1 fino al 2017.
Nel 2018 il primo posto fu preso dalla Ouverture 1812 di Pëtr Il'ič Čajkovskij, il concerto per pianoforte di Rachmaninov n. 2 non si mosse dal 2º posto e The Lark Ascending di Vaughan Williams scese al 3º posto dopo quattro anni di fila al n. 1.
Nella Hall of Fame del 2019 The Lark Ascending di Vaughan Williams si aggiudicò il primo posto, seguito dal Concerto n. 2 di Rachmaninoff ed Enigma Variations di Edward Elgar rispettivamente al 2° e al 3°.

## Nation's Favourite Christmas Carol
Classic FM trasmette il "Canto natalizio preferito della nazione" in un formato simile alla "Hall of Fame". Lo spettacolo conta i 30 canti di Natale più popolari del giorno di Natale, votati dagli ascoltatori. Iniziò nel 2001 con In the Bleak Midwinter che vinse il primo premio. L'anno seguente Silent Night fu votato il favorito della nazione. Ogni anno da allora il voto è stato vinto da Oh Holy Night.

## Playlist
Al centro dell'identità di Classic FM sin dall'inizio c'era la sua playlist di classici popolari. Al momento del lancio fu compilata nei primi anni da Robin Ray che lungo un certo periodo ha inserito nella playlist 50.000 voci di musica e ha assegnato personalmente a ciascuna una valutazione a stelle per valutare la sua popolarità nei confronti degli ascoltatori. Queste valutazioni si dimostrarono accurate quando successivamente furono testate dall'indagine sul pubblico.
Classic FM accettò l'idea di Quentin Howard (che, all'epoca, era direttore del programma GWR e capo ingegnere operativo di Classic FM) di utilizzare un sistema di playlist computerizzato anziché musica selezionata dal produttore per ogni spettacolo. Il software selettore sviluppato da RCS Inc negli United States, che in precedenza era stato utilizzato solo per la musica pop, fu adattato alla musica classica da Howard, Robin Ray ed altri per includere molti più campi e categorie e gestire molte più regole di rotazione per creare un playlist dalle 50.000 tracce elencate; il primo brano "trasmesso ufficialmente" fu Zadok the Priest.

## Compositore in residenza
Classic FM ha nominato compositore residente nel 2004, Joby Talbot. Talbot compose un pezzo, scritto per un massimo di cinque strumenti, ogni mese per durante gli anni della sua residenza. Le composizioni furono anche presentate in anteprima su Classic FM. Le dodici composizioni fanno parte di un pezzo più ampio, pubblicato su un CD intitolato Once Around the Sun il 23 maggio 2005.
Talbot fu sostituito da Patrick Hawes come nuovo compositore in residenza nel 2006. Nel maggio 2008 Howard Goodall, compositore e presentatore televisivo, entrò in Classic FM come l'ultimo compositore residente della stazione. Goodall ha anche presentato un nuovo programma sulla stazione, Howard Goodall in..., a partire dal 7 giugno 2008.
Debbie Wiseman fu nominata compositore in residenza nel 2015. Il suo primo album commissionato per Classic FM fu The Musical Zodiac, che venne pubblicato l'anno successivo.

## Sponsorizzazioni
Classic FM è stata sponsor del Queens Park Rangers Football Club tra il 1992 ed il 1994.

## Beneficenza: The Classic FM Foundation
La Classic FM Foundation è una borsa di studio che raccoglie fondi per finanziare progetti di educazione musicale e musicoterapia che operano con bambini e adulti in tutto il Regno Unito. È stata fondata nel 2006 come Classic FM Music Makers ed è stata ribattezzata nel 2010.
Hayley Westenra è un'ambasciatrice della beneficenza, che riceve anche il sostegno di molti volti famosi dal mondo della musica classica e dell'intrattenimento.
Durante tutto l'anno la Fondazione Classic FM organizza eventi di raccolta fondi tra cui concerti, escursioni sponsorizzate e un appello annuale.

## Altri media
- Classic FM gestiva un canale di Internet Television (e precedentemente TV digitale) riproducendo video di musica classica, Classic FM TV.
- Classic FM ha pubblicato una rivista mensile, Classic FM Magazine, che presentava notizie e recensioni.
- Classic FM ha anche pubblicato una serie di CD con brani classici selezionati, in particolare due CD di Classic FM Music for Babies (per divertimento e per addormentarsi) e Classic FM Music for Bathtime.
- Classic FM produce un podcast chiamato Case Notes (vincitore del British Podcast Awards Best True Crime Podcast 2019), che presenta racconti della storia della musica classica.[22]

## Jazz su Classic FM
Il 25 dicembre 2006 Classic FM ha aperto una stazione gemella, theJazz, dedicata alla musica jazz. La stazione è stata chiusa nel marzo 2008 e la stessa Classic FM ha poi trasmesso un programma jazz tutte le sere, tra mezzanotte e le 2 del mattino, fino a settembre 2008.